# Charles M. Rick
Prof. Dr. Charles M. Rick (1915 - 2002) fue un genetista, profesor, y botánico estadounidense, con estudios pioneros sobre los orígenes del tomate. Fue ampliamente considerado como una autoridad líder mundial en la biología de tomate. Nacido en Reading, PA, Rick obtuvo su bachelor's degree en horticultura en 1937 en la Universidad Estatal de Pensilvania. Defendió su doctorado en genética en la Universidad Harvard en 1940, y se unió al "Departamento de Cultivos Vegetales" en la Universidad de California en Davis ese mismo año. Al retirarse de la Universidad de California en 1958, se convirtió en profesor emérito y continuó su investigación. Falleció el 5 de mayo de 2002 en Davis.

## Investigaciones en tomate
Para su investigación, el profesor Rick hizo expediciones a lugares en los Andes y en las islas Galápagos, recolectando una diversidad de tomates cultivados y centenares de variedades de tomate silvestres. Sus investigaciones contribuyeron a los ámbitos de la genética vegetal, la evolución, el mapeo genómico y la conservación de las semillas de los tomates y especies relacionadas. En 1949 Rick cofunda la "Cooperativa de Genética del Tomate" para fomentar la comunicación y el intercambio de resultados de investigación entre investigadores de tomate. Publicó el boletín de la cooperativa desde sus inicios en 1951 hasta 1981.

## Reconocimientos
En 1987, fue elegido miembro de la US National Academy of Sciences.

### Epónimos
El "Centro C.M. Rick de Recursos Genéticos del Tomate, UC Davis, un Banco de germoplasma de especies y variedades silvestres, mutaciones monogénicas y demás estocks de misceláneas genéticas del tomate lleva su nombre.
- La abreviatura «C.M.Rick» se emplea para indicar a Charles M. Rick como autoridad en la descripción y clasificación científica de los vegetales.[3]